# رومالد توماس
رومالد توماس (بالبولندية: Romuald Thomas)‏ هو مجدف بولندي، ولد في 18 يونيو 1922 في بولندا، وتوفي في 23 يناير 1998 في Carmichael, California ‏ في الولايات المتحدة.

## وصلات خارجية
- رومالد توماس على موقع الاتحاد الدولي للتجديف (الإنجليزية)
- رومالد توماس على موقع اللجنة الأولمبية الدولية (الإنجليزية)
- رومالد توماس على موقع أوليمبيديا (الإنجليزية)